# Éléments de mathématique
Éléments de mathématique è una serie di volumi di argomento matematico, pubblicati fra il 1935 e il 2016 sotto l'eteronimo di Nicolas Bourbaki, con il quale si espresse una comunità di matematici, soprattutto francesi, la cui composizione è mutata nel tempo. Con questa operazione scientifica il gruppo aveva l'obiettivo di fondare l'intera matematica sulla teoria degli insiemi attraverso testi che fossero il più possibile rigorosi e generali. Nel corso di questa attività furono introdotti nuovi termini e nuovi concetti che hanno avuto un'influenza importante nella matematica del XX secolo.